# Direcció general de Coordinació del Mercat Interior i Altres Polítiques Comunitàries
La Direcció general de Coordinació del Mercat Interior i altres Polítiques Comunitàries és un òrgan de gestió de l'actual Ministeri d'Afers Exteriors, Unió Europea i Cooperació d'Espanya encarregada de la gestió davant les institucions de la Unió Europea de la sol·licitud i notificació d'ajudes públiques; de l'assessorament general sobre els temes jurídics de la Unió Europea; de la instrucció dels procediments d'infracció iniciats per la Comissió Europea davant del Regne d'Espanya, i de la preparació del Comitè Consultiu del Mercat Interior.

## Funcions
Les funcions d'aquesta nova Secretaria d'Estat es regulen en l'article 10 del Reial decret 768/2017:
- El seguiment de les actuacions de la Unió Europea en les seves diverses polítiques, el seguiment i la coordinació de les actuacions dels Ministeris en aquestes polítiques i la coordinació del procés de fixació de la posició espanyola davant la Unió Europea en les mateixes.
- La gestió davant les institucions de la Unió Europea de la sol·licitud i notificació d'ajudes públiques.
- La coordinació, seguiment i notificació de la transposició al dret intern de les directives de la Unió Europea, així com la preparació, seguiment i coordinació de les actuacions davant el Tribunal de Justícia de la Unió Europea, sense perjudici de les competències de la Sotsdirecció General d'Assumptes de la Unió Europea i Internacionals de l'Advocacia General de l'Estat.
- La instrucció dels procediments d'infracció iniciats per la Comissió Europea davant el Regne d'Espanya, i l'elaboració i coordinació de les Administracions Públiques interessades en les respostes a les seves fases precontencioses, amb la col·laboració de la Subdirecció General d'Afers de la Unió Europea i Internacionals de l'Advocacia General de l'Estat.
- L'assessorament general sobre els temes jurídics de la Unió Europea, sense perjudici de les competències de la Sotsdirecció General d'Assumptes de la Unió Europea i Internacionals de l'Advocacia General de l'Estat.
- La coordinació del procés de fixació de la posició espanyola en els grups de treball del Consell de contingut jurídic.
- La preparació de la part relativa al Comprat Interior en el Consell de Competitivitat de la Unió Europea.
- La preparació del Comitè Consultiu del Mercat Interior.

## Estructura
La Direcció general de Coordinació del Mercat Interior i altres Polítiques Comunitàries s'organitza en els següents òrgans:
- Subdirecció General d'Assumptes Industrials, Energètics, de Transports i Comunicacions, i de Medi ambient.
- Subdirecció General d'Assumptes Agrícoles i de Pesca.
- Subdirecció General d'Assumptes Socials, Educatius, Culturals, i de Sanitat i Consum.
- Subdirecció General d'Assumptes Jurídics.

## Directors general
- Pascual Ignacio Navarro Ríos (2017-)[2]
- Alejandro Abellán García de Diego (2010-2017)